# ガイウス・アティリウス・セッラヌス
ガイウス・アティリウス・セッラヌス（ラテン語: Gaius Atilius Serranus、- 紀元前87年？）は、紀元前2世紀後期・紀元前1世紀初期の共和政ローマの政治家。紀元前106年に執政官（コンスル）を務めた。

## 出自
セッラヌスはプレブス（平民）であり、カンパニアに起源を持つアティリウス氏族の出身。セッラヌス家はレグルス家の分家であり、マルクス・アティリウス・レグルスの子で、紀元前257年と紀元前250年に執政官を務めたガイウス・アティリウス・レグルス・セッラヌスに始まる。この家族名は、かつてはウンブリアの街サランと関連すると思われていたが、最近ではラテン語の種まきをする人という意味のSerranusに由来すると考えられている。
カピトリヌスのファスティからはセッラヌスの父も祖父もプラエノーメン（第一名、個人名）は不明である。しかし、父は紀元前136年の執政官セクストゥス・アティリウス・セッラヌスの可能性がある。

## 経歴
執政官就任以前のセッラヌスの経歴は不明である。しかしウィッリウス法の規定から逆算して、遅くとも紀元前109年までにはプラエトル（法務官）を務めたはずである。
紀元前106年に執政官に就任。同僚はパトリキ（貴族）のクィントゥス・セルウィリウス・カエピオであった。執政官選挙において、カエピオは義理の息子に当たるクィントゥス・ルタティウス・カトゥルスとタッグを組んでいたが、セッラヌスの方が得票数が多かった。カトゥルスは、この後3回連続して執政官選挙に落選する。セッラヌス自身も「愚かな人物」とみなされていたのだが、それでも当選した。
執政官としてのセッラヌスの業績は何も知られていない。ただ、古代の作家がキケロとポンペイウス・マグヌスという二人の偉大な人物が生まれたのが、この年であるとするのみである。
セッラヌスが次に登場するのは紀元前100年12月のことである。ポプラレス（民衆派）の護民官ルキウス・アップレイウス・サトゥルニヌスの改革に反対した元老院議員の一人であった。サトゥルニヌスが対立候補を殺害したことをきっかけに、元老院は「セナトゥス・コンスルトゥム・ウルティムム（元老院最終布告）」を出す。決戦前夜にサンクスの神殿と国の武器庫からローマの民衆に武器が与えられた。キケロは、その場に現れた元執政官の一人としてセッラヌスを挙げている。
多くの研究者が、執政官セッラヌスと、アッピアノスが紀元前87年に死去したとする元老院議員アティリウス・セッラヌスと同一人物とみている。このセッラヌスはガイウス・マリウスとルキウス・コルネリウス・キンナがローマを占領した際に捕らえられ、殺害された。セッラヌス殺害の理由に関しては様々な仮説が立てられている。E. バディアンはセッラヌスが当初はマリウスの友人であったものの、後に反マリウス派に転じたとしている。M. ブルストは紀元前87年の初頭に、セッラヌスがキンナに対して何らかの敵対行動を起こしたとしている。A. キーブニーはこれらの仮説を支持する信頼できる証拠がなく、セッラヌス殺害の理由は不明としている。

## 参考資料

### 古代の資料
- アッピアノス『ローマ史』
- カピトリヌスのファスティ
- ウェッレイウス・パテルクルス『ローマ世界の歴史』
- アウルス・ゲッリウス『アッティカ夜話』
- マルクス・トゥッリウス・キケロ『セクストゥス・ロスキウスに対する弁護』
- マルクス・トゥッリウス・キケロ『ガイウス・ラビリウス弁護』

### 研究書
- Bedian E. Zepion and Norban (Notes on the Decade of 100-90 BC)  // Studia Historica. - 2010. - number X . - S. 162-207 .
- Broughton R. Magistrates of the Roman Republic. - New York, 1951. - Vol. I. - P. 600.
- Keaveney A. Who were the Sullani?  // Klio. - 1984 .-- T. 66 . - S. 114-150 .
- Klebs E. Atilius 64 // Paulys Realencyclopädie der classischen Altertumswissenschaft . - 1896. - Bd. II, 2. - Kol. 2098.
- Klebs E. Atilius Saranus // Paulys Realencyclopädie der classischen Altertumswissenschaft . - 1896. - Bd. II, 2. - Kol. 2094-2095.
- Münzer F. Römische Adelsparteien und Adelsfamilien. - Stuttgart, 1920. - P. 437.